# 王政复古
王政复古是日本江户时代末期，1868年1月3日（庆应3年12月9日），由以萨摩、长州两藩为主的武士与朝廷的岩仓具视等人发动的，宣告江户幕府废止、明治新政府成立的政变。在此之前，王政复古也是长州、萨摩等藩讨幕派的理念。

## 起因与经过
江户时代末期，黑船來航之后，围绕与外国缔结通商条约等事，朝廷开始恢复其传统权威。既出现了倡导幕府和朝廷协作的公武合体派，又出现了反对幕府、甚至主张武力推翻幕府的尊王攘夷派。
基于土佐藩的建议，江户幕府第15代将军德川庆喜根据公议政体论，于庆应3年10月14日（1867年11月9日）上奏明治天皇，提出大政奉还，翌日获得敕许，将260年来由德川幕府掌握的政权返还朝廷。其目的被认为是使讨幕失去名分，而德川家将作为政治中枢继续掌握实权。
朝廷为了创设新的公议政体，下令德川家一门的德川庆胜和松平庆永，萨摩藩的岛津久光，土佐藩的山内丰信，宇和岛藩的伊达宗城，广岛藩（安艺藩）的浅野长训，肥前藩的锅岛直正，冈山藩的池田茂政（德川庆喜的亲弟弟）上洛（去京都）。公家的岩仓具视和萨摩藩的大久保利通等讨幕派准备通过政变，阻止亲德川派的摄政二条齐敬和贺阳宫朝彦亲王建立德川中心的政府。大久保利通等人决定不理睬萨摩长州两藩10月21日下达之延期执行讨幕密敕的命令，缔结了萨摩、长州、安艺三藩出兵同盟。实行王政复古的日期原定于12月8日（1868年1月2日），由于土佐藩后藤象二郎的要求而延期一日。
12月8日（1868年1月2日）夜，岩仓具视在自宅召集萨摩、土佐、安艺、尾张、越前等藩重臣，宣言断然实行王政复古。翌日，召开了旧体制下的最后一次朝议，决议：恢复长州藩主毛利敬亲、毛利定广父子的官位，允许其进京；解除岩仓具视的蛰居和出家处分；赦免八月十八日政变后逃往长州的五卿（原七卿中，锦小路赖德已病故，泽宣嘉因生野之变而再次逃亡到长州）。众朝臣退出之后，正在待机的萨摩等5藩军队控制了京都御所的九门并严格限制通行，禁止摄政二条齐敬和贺阳宫朝彦亲王进宫，刚刚被赦免的岩仓具视进宫参见。随后，天皇在京都御所内学问所发布了“王政复古大号令”。当天，在京都御所内的小御所进行了第一次总裁、议定、参与三职会议，称为小御所会议，要求德川庆喜辞去内大臣官职并削封德川家领地。

## 王政复古大号令
大号令内容如下：
1. 敕许幕府将军德川庆喜于庆应3年10月24日提出的辞职；
2. 废除京都守护职和京都所司代；
3. 废除德川幕府；
4. 废除摄政和关白；
5. 重新设置总裁、议定、参与三职。

三职任命如下：
- 总裁：有栖川宫炽仁亲王
- 议定：仁和寺宮嘉彰亲王、山阶宮晃亲王、中山忠能、正亲町三条实爱、中御门经之、岛津忠义、德川慶勝、浅野茂勋、松平慶永、山内丰信
- 参与：岩倉具視、大原重德、万里小路博房、长谷信笃、桥本实梁

总体来看，大号令虽然讲“复古”，但也革新了传统的摄政和关白体制，建立了在天皇亲政名义下以一部分公卿和萨摩长州两藩主导的新政府。三职制度一直执行到庆应4年闰四月发布政体书时，才为太政官制度所取代。

## 走向戊辰战争
诸藩并不完全认同萨摩等藩的强硬主张，而幕府方面的强硬派坚决反对辞官纳地。12月16日，德川庆喜在大阪与美国、大英帝国、法蘭西第二帝国、荷兰王國、意大利王國、普鲁士王國六国公使会谈，要求不干涉日本内政并继续承认幕府的外交权。12月19日公然要求朝廷撤回王政复古大号令。12月22日朝廷下达的命令书几乎完全将政权继续委任给德川庆喜。萨摩藩遂暗中挑拨，制造火攻江户萨摩藩邸等事，使江户陷入混乱而激怒幕府势力，德川庆喜遂上表讨伐萨摩藩，以幕府步兵队、会津藩和桑名藩兵为主力的幕府军由大阪向京都进发。庆应4年1月3日（1868年1月27日），幕府军与长州、萨摩藩兵组成的新政府军在鸟羽、伏见一带交战，于是戊辰战争爆发。